# Günther Tschanun

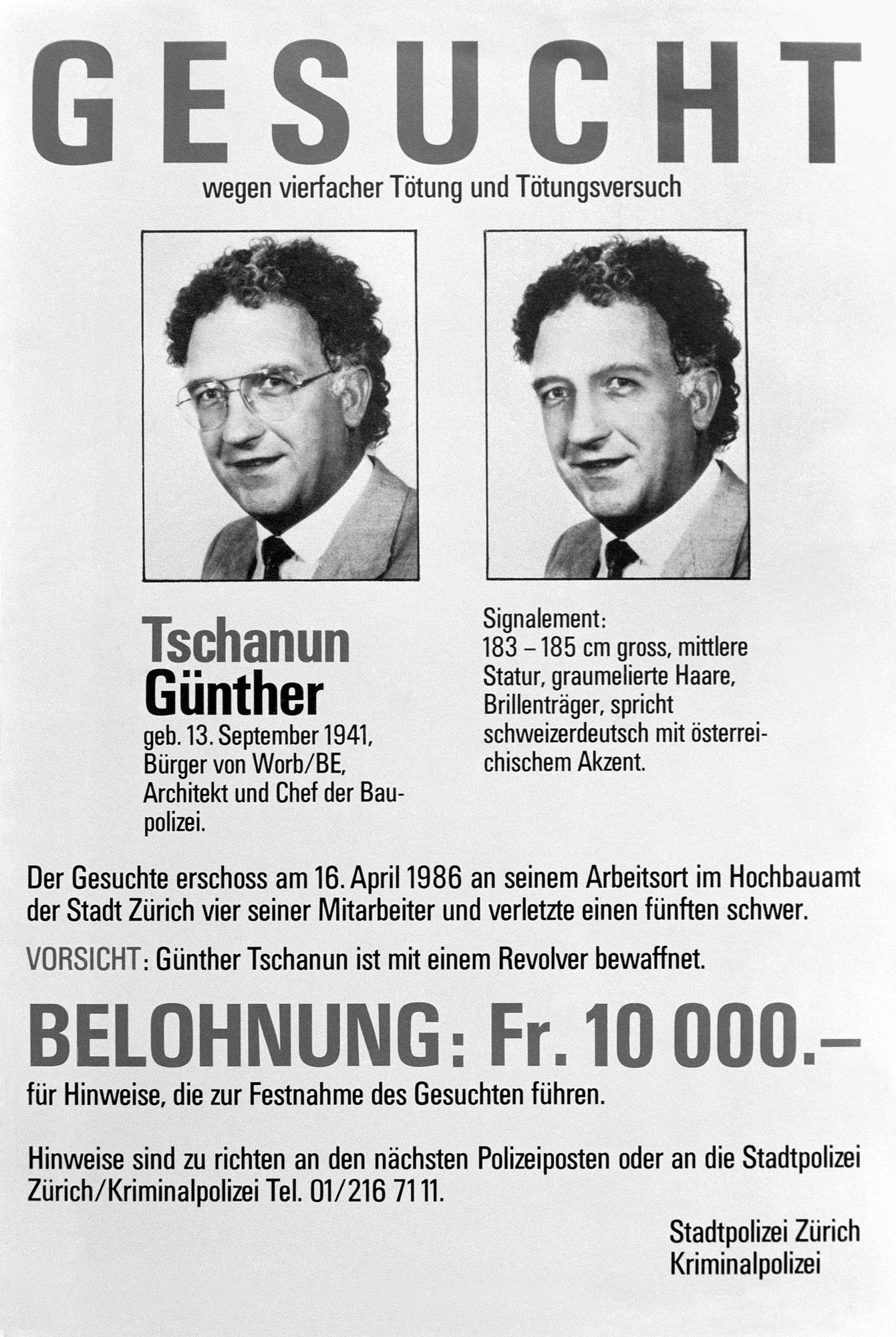
Fahndungsplakat für Günther Tschanun, 1986

Günther Tschanun (* 13. September 1941 in Wien, Österreich; † 25. Februar 2015 in Losone, Tessin, Schweiz) war ein Schweizer Architekt. Als Chef der Zürcher Baupolizei erschoss er im Jahr 1986 vier seiner leitenden Angestellten, nachdem es zu Unstimmigkeiten innerhalb der Behörde gekommen war.

## Leben vor der Tat
Tschanun wurde 1941 während des Zweiten Weltkriegs in Wien geboren. Sein Vater starb im Krieg, seine Mutter floh vor den Russen nach Westen und konnte als Postbeamtin in Bludenz arbeiten. Ihren Sohn platzierte sie bei der Mutter des Vaters in Gaschurn, wo diese einen Gasthof führte. Mit etwa acht Jahren kam er zur Mutter nach Bludenz zurück, wo er tagsüber oft alleine war.  Mit zwölf Jahren kam er auf das Jesuitenkolleg in Feldkirch, eine Internatsschule, die er 1961 mit einer Matura abschloss. 1965 bis 1970 studierte er an der Technischen Hochschule in Wien Architektur und Raumplanung. Mit seiner Frau, die er 1967 geheiratet hatte, zog er 1970 nach Rüfenacht bei Bern in der Schweiz, wo er bis 1972 in einem Architekturbüro arbeitete. Daraufhin wechselte er in ein Raumplanungsbüro, wo er bis Dezember 1980 tätig war. Anfang der Achtzigerjahre wurde er in der Schweiz eingebürgert. Er machte sich selbständig mit einem Büro für Architektur und Raumplanung, das jedoch wirtschaftlich schlecht lief, so dass er es aus finanziellen Gründen 1984 aufgeben musste.

## Tathergang und Vorgeschichte
Im Juni 1984 wurde Günther Tschanun Chef der Zürcher Baupolizei. Diese befand sich in einer Umbruchphase, litt unter Personalknappheit und einem enormen Druck durch den zuständigen Stadtrat Hugo Fahrner (FDP). So kam es in den Folgejahren zu Unstimmigkeiten zwischen Tschanun und seinen leitenden Angestellten, über die auch in den Medien berichtet wurde. Der Chef ertrug das vergiftete Arbeitsklima und die gravierenden Differenzen mit Mitarbeitern nicht länger und erschoss am 16. April 1986 an seinem Arbeitsort im Amtshaus innerhalb von zehn Minuten vier von ihnen, die seiner Ansicht nach die meiste Schuld an seiner psychischen Notlage hatten, und verletzte einen fünften lebensgefährlich. Er floh und wurde drei Wochen später in einem Hotel in der Kleinstadt Saint-Loup-de-la-Salle im Burgund in Frankreich gefasst.

## Gerichtliche Konsequenzen und gesellschaftliches Echo
In erster Instanz wurde Tschanun vom Zürcher Obergericht am 29. Februar 1988 wegen vorsätzlicher Tötung zu 17 Jahren Zuchthaus verurteilt. Das Gericht befand, die Opfer trügen eine Mitschuld: Sie hätten den Täter nicht als Chef akzeptiert und an ihm ständig herumgemäkelt. Zudem habe er unter einem – obwohl er pro Jahr weit über 600 Überstunden und bis zu 84 Arbeitsstunden pro Woche leistete – nicht mehr bewältigbaren Arbeitspensum seitens des Stadtrates gestanden. 
Diese «Mobbing»-Theorie (damals war das Wort noch nicht einmal im Sprachgebrauch) wurde später aber durch das Schweizerische Bundesgericht verworfen: Die Opfer hätten keinen Einfluss auf Tschanuns persönliches, familiäres und berufliches Elend gehabt, entschieden die Lausanner Richter. Tschanun sei für seine Führungsfunktion gänzlich ungeeignet und in hohem Masse überfordert gewesen, habe dies aber vor sich selbst und seinen Angestellten verleugnet. In zweiter Instanz wurde er 1990 wegen Mordes und Mordversuchs zu 20 Jahren Zuchthaus verurteilt. 
Im Jahr 2000 wurde er nach 14 Jahren Haft (zwei Drittel seiner Strafe) wegen guter Führung bedingt entlassen. In dieser Zeit liess er sich zum Gärtner ausbilden.

## Leben nach der Gefängnisstrafe
Nach der Entlassung im Januar 2000 liess Tschanun seinen Namen in Claudio Trentinaglia ändern und lebte zuerst einige Monate im Kapuzinerkonvent (italienisch: Convento dei Cappuccini) in Lugano, dann in Ronco sopra Ascona und Losone im Tessin.
Am 25. Februar 2015 starb Tschanun an den Folgen eines Fahrradunfalls am Ufer der Maggia bei Losone.

## Verfilmung
- Regisseurin Marianne Pletscher: Schalttag (Die schreckliche Bluttat des G. Tschanun und was sie mit uns zu tun haben könnte); Ausstrahlung in Sendung «Zeitspiegel» von SF DRS Ende 1988.[9][10]

- Das Schweizer Fernsehen zeigte 2007 die Dokumentation «Blutbad im Zürcher Bauamt».[11][12]

- Der Regisseur Cihan Inan[13] wurde durch Günther Tschanuns Tat für seinen Film «180° – Wenn deine Welt plötzlich Kopf steht» inspiriert.[14]
- Der Regisseur Fulvio Bernasconi griff den Stoff 2023 in dem Film Il vicino tranquillo (deutsch: Der stille Nachbar) erneut auf. Das Werk versteht sich als Dokumentarfilm, es werden jedoch sämtliche Rollen durch Schauspieler verkörpert.[15]